# Gus Cannon
Gus Cannon (Red Banks, 12 settembre 1883 – Memphis, 15 ottobre 1979) è stato un suonatore di banjo statunitense che ha contribuito a rendere popolare le jug band durante gli anni venti e trenta.

## Biografia
Nato in una piantagione del Mississippi, Cannon si trasferì all'età di dodici anni a Clarksdale. Iniziò ad avvicinarsi alla musica da autodidatta, suonando improvvisati strumenti fatti con padelle e pelle di procione.
Quando aveva quindici anni si allontanò da casa per dedicarsi alla musica, suonando nei pressi di segherie, argini e stazioni ferroviarie nella zona del delta del fiume Mississippi.
Intorno al 1908 si recò a Memphis dove iniziò ad esibirsi con Noah Lewis e Jim Jackson e nel 1914 cominciò a lavorare nei "Medicine Shows", delle esibizioni itineranti dove si vendevano medicamenti "miracolosi" nel frammezzo di performance di intrattenimento di vario tipo. Al di là di lavorare come musicista, cercava di sostenere economicamente la sua famiglia svolgendo anche una varietà di altri mestieri quali il mezzadro, scavatore di fossati e giardiniere.
Cannon iniziò a registrare dischi sotto il nome di Banjo Joe per la Paramount Records nel 1927. Dopo aver notato il successo riscontrato dalla Memphis Jug Band a quei tempi, Cannon formò una propria jug band, denominata Cannon's Jug Stompers, con Lewis e Ashley Thompson, quest'ultimo in seguito rimpiazzato da Elijah Avery.
Nel gennaio del 1928 la band registrò il suo primo materiale all'auditorium di Memphis per l'etichetta RCA Victor. Durante questo periodo Cannon registrò inoltre dei pezzi con Hosea Wood e Blind Blake.
Nonostante le ultime registrazioni del gruppo risalgano al 1930, i Jug Stompers divennero nel corso degli anni trenta una delle più popolari jug band di Beale Street, una strada di Memphis famosa a quei tempi per essere uno dei fulcri della musica blues. Verso la fine del decennio Cannon si ritirò dalle scene, sebbene abbia continuato ad esibirsi sporadicamente come musicista solista.
Nel 1956 decise di riprendere in mano la sua carriera musicale registrando del materiale per la Folkways Records.
Durante gli anni sessanta, periodo in cui il blues aveva riacquisito popolarità, si esibì in alcuni coffeshops e college assieme a Furry Lewis e Bukka White. Nel 1963, in collaborazione con Will Shade, l'ex leader della Memphis Jug Band, registrò un album per la Stax Records contenente l'hit Walk Right In.